# Albert Eichler
Albert Eichler (geboren 26. April 1879 in Wien, Österreich-Ungarn; gestorben 8. Dezember 1953 in Tamsweg) war ein österreichischer Anglist.

## Leben
Nach der Promotion 1902 bei Jakob Schipper an der Universität Wien 1902 und der Habilitation 1908 bei Karl Luick war Eichler zunächst Lehrer an einer Mittelschule. 1908 habilitierte er sich in Wien und wurde 1912 Professor in Graz und 1918 Ordinarius. Eichler gehörte schon vor dem Anschluss Österreichs dem NSLB an und förderte die nationalsozialistischen Bestrebungen in der Republik Österreich. Am 19. Mai 1938 beantragte er die Aufnahme in die NSDAP und wurde rückwirkend zum 1. Mai desselben Jahres aufgenommen (Mitgliedsnummer 6.267.908). Von 1938 bis 1944 leitete er die Universität Graz als Prorektor. Er wurde 1944 emeritiert und von der Hochschule mit der Selbstvertretung beauftragt. Gleichzeitig benannte das Reichserziehungsministerium den Bonner Anglisten Wolfgang Schmidt mit der Vertretung seines Lehrstuhl, so dass die beiden ein Arrangement treffen mussten. Eichler wurde 1946 von der Entnazifizierungskommission wegen seiner Mitgliedschaft in der NSDAP aus dem Lehramt entlassen. Eichler war noch 1944 zum korrespondierenden Mitglied der Akademie der Wissenschaften in Wien ernannt worden. Die Mitgliedschaft wurde nach dem Amnestiegesetz 1948 reaktiviert.

## Schriften (Auswahl)
- John Hookham Frere. Sein Leben und seine Werke. Sein Einfluß auf Lord Byron. Wien 1905.
- als Herausgeber: Samuel Taylor Coleridge: The Ancient Mariner und Christabel. Mit literarhistorischer Einleitung und Kommentar. Wien 1907.
- Schriftbild und Lautwert in Charles Butler's English grammar (1633, 1634) und Feminin „Monarchi“ (1634). Halle an der Saale 1913.
- als Herausgeber: Julius Zupitza & Jakob Schipper: Alt-und Mittelenglisches Übungsbuch. Mit einem Wörterbuch. Leipzig 1931, OCLC 1102486125.
- Der Gentleman. Wesen, Wachsen, Verwesen. Graz 1943, OCLC 604535805.